# Сірковмісні сполуки нафти
Сірковмі́сні сполу́ки на́фти (рос. серосодержащие соединения нефти; англ. sulphur-bearing oil compounds, нім. schwefelhaltige Erdölverbindungen f pl) – сполуки насичені ациклічні CnH2n+2S і циклічні CnH2n-pS (р = 0, 2, 4, 6), тіофенові CnH2n-4S і тіофено-циклоалкано-аренові CnH2n-рS (р = 6, 8, 10, 14, 16, 18, 22, 24, 26, 28, 30, 32). 
До сірковмісних сполук нафти належать елементарна сірка, сірководень, дисульфіди, меркаптани (тіоли, тіофеноли, циклоалканотіоли, ареноалканолотіоли, тіонафтоли), сульфіди (тіаалкани, тіаалкени, тіаалкіни; діарилсульфіди, тіациклоалкани, алкіларилсульфіди, арилтіаалкани). 
Вміст сірки у нафті становить, як правило, 0,1—2,83% (мас.).